# Пицеатаннол
Пицеатаннол (англ. piceatannol) — фенольное соединение природного происхождения, гидроксилированное производное стильбена. 

## Распространение в природе
Пицеатаннол и его гликозид астрингин — фенольное соединение, находящееся в микоризных и немикоризных корнях ели обыкновенной (лат. Picea abies, отсюда название). Кроме этого, пицеатаннол обнаружен в семенах пальмы Aiphanes horrida и Gnetum cleistostachyum. Структурно пицеатаннол является аналогом ресвератрола.
Пицеатаннол является метаболитом ресвератрола из красного вина. Гликозид пицеатаннола астрингин найден в красном  вине.

## Биохимия
Пицеатаннол способен in vitro блокировать вирусную тирозинкиназу LMP2A, играющую роль в лейкемии, неходжкинской лимфоме и других заболеваниях, связанных с вирусом Эпштейна-Барр.
Пицеатаннол замедляет или полностью ингибирует адипогенез в клеточной культуре.

## См.также
- Ресвератрол
- Птеростильбен